# (2262) Mitidika
(2262) Mitidika ist ein Asteroid des Hauptgürtels, der am 10. September 1978 vom Schweizer Astronomen Paul Wild, vom Observatorium Zimmerwald der Universität Bern aus, entdeckt wurde.
Der Asteroid ist nach dem charmanten und couragierten Zigeunermädchen aus Clemens Brentanos Novelle Die mehreren Wehmüller und ungarischen Nationalgesichter benannt. 